# Pontedecimo

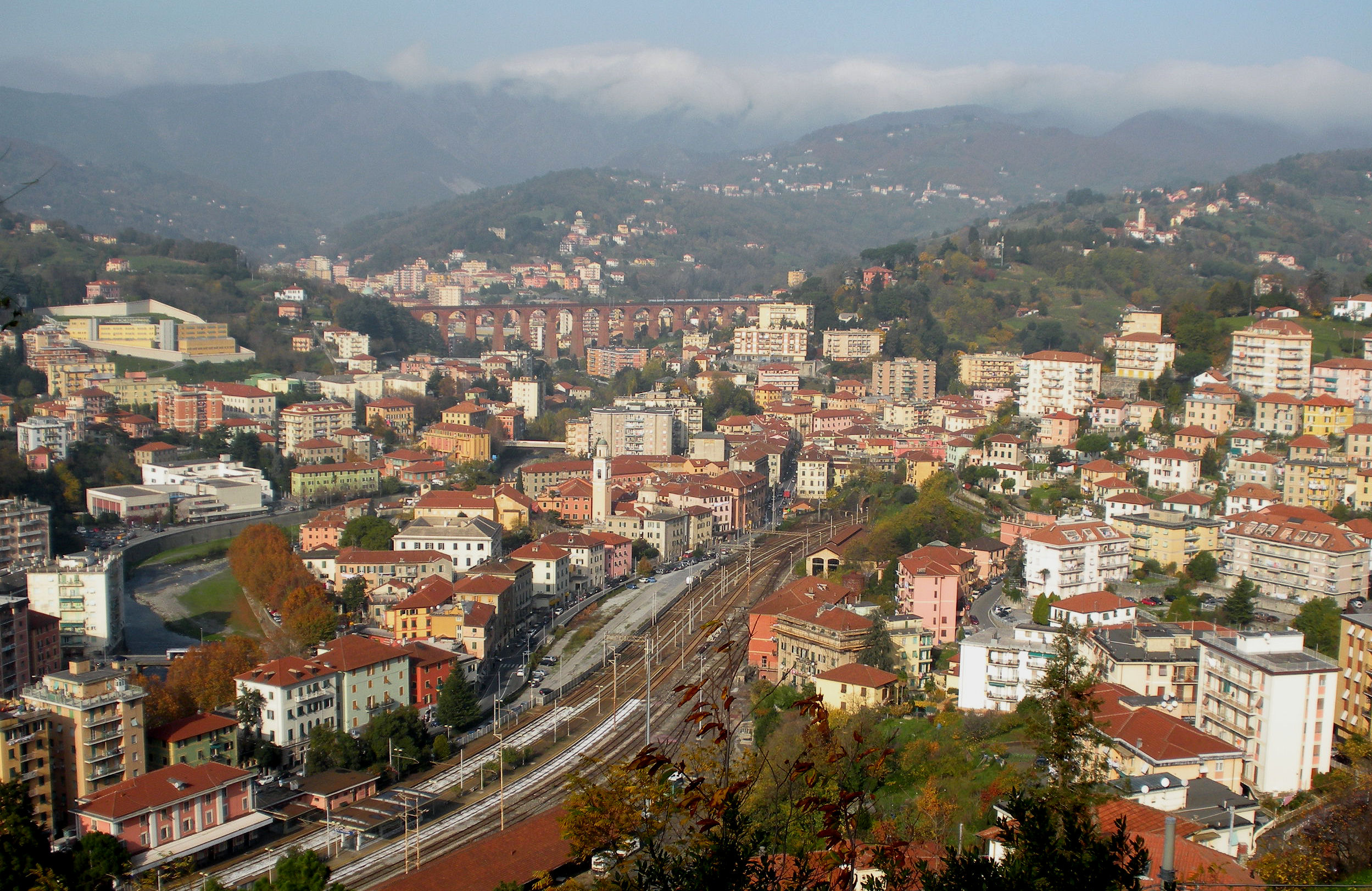
Blick auf Pontedecimo

Pontedecimo (im Ligurischen: Pontedêximo) ist ein Stadtviertel der norditalienischen Hafenstadt Genua. Es liegt in der äußersten nördlichen Peripherie der Stadt im Val Polcevera. Auf seinem Territorium fließen die beiden Torrente Verde und Riccò zum Polcevera zusammen.
Pontedecimo gehört zum Munizip V Valpolcevera und besteht aus den Einheiten Pontedecimo und San Quirico, die zusammen eine Einwohnerzahl von 12.765 (Stand 31. Dezember 2010) haben.

## Geschichte
Die antike Ortschaft Pontedecimo war eine der ersten Siedlungen im oberen Abschnitt des Val Polcevera. Sie entstand in unmittelbarer Nähe zu der Pons ad decimum milium, auch Pons ad decimum lapidem ab Januensi Urbe (Latein: „Die Brücke, die zehn römische Meilen von Genua entfernt ist“), einer Brücke über den Sturzbach Riccò aus der römischen Epoche beziehungsweise dem Mittelalter. Von ihr stammt auch der Ortsname. Von hier führte die Via Postumia, am gegenüberliegenden Talhang ansteigend über den Ligurischen Apennin. Nachdem sie die Ortschaften Cesino und Langasco passiert hatte, erreichte den Passo della Bocchetta.
Die strategische Lage an einer wichtigen Verbindungsstraße, die die Region Ligurien mit der Po-Ebene verband, begünstigte die Entwicklung von Pontedecimo. So waren es auch zunächst Handels-, Handwerks- und Dienstleistungsbetriebe für Reisende, die dort entstanden. Im Laufe der Jahrhunderte wuchs das Dorf um das Zentrum, das die 1167 erbaute Kapelle San Giacomo darstellte, um sich dann weiter in die Peripherie auszudehnen. Im Hochmittelalter wurde eine kleine Festung in der Nähe der Brücke erbaut, die jedoch im 13. Jahrhundert bei den, für das gesamte Tal verheerenden Auseinandersetzungen zwischen den Ghibellinen und Guelfen, zerstört wurde.

## Infrastruktur
Pontedecimo wird von der Provinzstraße SP35 passiert, die die Stadt Genua über den Passo dei Giovi mit der Po-Ebene verbindet. Daneben hat die Provinzstraße SP5 hier ihren Ursprung. Sie führt über den Passo della Bocchetta in die Nachbarregion Piemont und den dortigen Ortschaften Voltaggio, Carrosio, Gavi Ligure und Arquata Scrivia. Die nächstgelegene Autobahnauffahrt ist die Auffahrt Genua–Bolzaneto der Autobahn A7.
Pontedecimo hat einen eigenen Bahnhof an der Bahnstrecke Sampierdarena–Ronco Scrivia, die jedoch nur von Nahverkehrszügen bedient wird. Die Fernverbindungen Turin–Genua und Mailand–Genua verläuft über eine nahegelegene, im 19. Jahrhundert erbauten Bahnstrecke. Diese verläuft oberhalb des Tales mit Blick über die Wohnviertel von Pontedecimo.